# Sankt Martin (Renânia-Palatinado)
Sankt Martin é um município da Alemanha localizado no distrito de Südliche Weinstraße, no estado da Renânia-Palatinado. É membro da associação municipal de Verbandsgemeinde Maikammer.

## Política
Cadeiras ocupadas na comunidade:
|      | SPD | CDU | FWG | Total       |
| 2009 | 6   | 8   | 2   | 16 Cadeiras |
| 2004 | 6   | 9   | 1   | 16 Cadeiras |